# Arotrephes laeviscutum
Arotrephes laeviscutum är en stekelart som beskrevs av Horstmann 1993. Arotrephes laeviscutum ingår i släktet Arotrephes och familjen brokparasitsteklar. Inga underarter finns listade.